# Salome von Berg
Salome von Berg-Schelklingen (* um 1099 im Donaukreis, Württemberg; † 27. Juli 1144) war die Tochter von Heinrich I. Graf zu Berg und Adelheid von Mochental, Tochter von Markgraf Diepold II. von Vohburg. Sie war die zweite Ehefrau von Bolesław III. Schiefmund, Herzog von Polen.

## Familie
Im Laufe ihrer 1115 geschlossenen Ehe mit Bolesław III. Schiefmund brachte sie insgesamt 14 Kinder zur Welt, von denen vier Söhne und sechs Töchter die Jugend überlebten:
- Leszek (* 1115; † 26. August vor 1131);
- Kasimir, der Ältere (* 1117/1122; † 19. Oktober 1131);
- Bolesław IV., der Kraushaarige (* 1125; † 5. Januar 1173);
- Mieszko III., der Alte (* 1126/27; † 13. März 1202);
- Heinrich von Sandomir (* 1127/31; † 18. Oktober 1166);
- Kasimir II., der Gerechte, der Jüngere (* 1138; † 5. Mai 1194);

- Rycheza (Ryksa; * 1116/17; † nach 1155), verheiratet in erster Ehe mit Magnus, König von Västergötland aus dem Haus Estridsson, in zweiter Ehe mit Volodar Gļebovič (um 1090–nach 1167), Fürst von Minsk-Grodno, und in dritter Ehe mit Sverker I., König von Schweden;
- Sofia (* um 1120; † 10. Oktober 1136);
- Gertruda (* 1126/1135; † 7. Mai 1160), Nonne in Zwiefalten;
- Dobronega Lucardis (Dobroniega Ludgarda; * 1128/1135; † 1160/1181), verheiratet ca. 1142 mit Dietrich, Markgraf der Lausitz;
- Judith (* 1133; † 1175), verheiratet mit Ladislaus II., König von Ungarn und Otto I., Markgraf von Brandenburg;
- Agnes (* 1137; † nach 1181), verheiratet mit Mstislaw II., Großfürst der Kiewer Rus;
- Przybysława (Pribislawa; † nach 1156), verheiratet mit Ratibor I., Herzog von Pommern;
- Tochter N.N., verheiratet mit Konrad, Graf von Plötzkau, Markgraf der Nordmark.

Nach dem Tod ihres Gatten wurde Polen unter seinen Söhnen aufgeteilt. Salome erhielt von ihrem Stiefsohn Władysław II. dem Vertriebenen Teile seiner Ländereien, die sie bis zu ihrem Tode verwalten durfte. Außerdem erhielt sie das Recht, Heinrich bei seinen Regierungsgeschäften als Regentin in Sandomir und Lublin zu vertreten bzw. zu unterstützen. 1141 versucht Salome ihre dreijährige Tochter dem Sohn des Kiewer Großfürsten Wsewolod II. zu versprechen.